# Żurawce
Żurawce – wieś w Polsce położona w województwie lubelskim, w powiecie tomaszowskim, w gminie Lubycza Królewska.
Wieś jest sołectwem w gminie Lubycza Królewska. Według Narodowego Spisu Powszechnego z roku 2011 wieś liczyła 420 mieszkańców.
Wieś jest siedzibą rzymskokatolickiej parafii Świętego Krzyża w Żurawcach.

## Położenie geograficzne
Żurawce leżą na Wyżynie Lubelsko-Lwowskiej na obszarze Roztocza Środkowego.
Wieś tenuty rzeczyckiej, położona była w XVIII wieku w powiecie bełskim. W latach 1975–1998 miejscowość administracyjnie należała do województwa zamojskiego.

## Obszar Natura 2000
Na terenie wsi i w jej pobliżu znajduje się specjalny obszar ochrony siedlisk sieci Natura 2000 „Żurawce” PLH060029, o powierzchni 35,76 ha. Obejmuje on trzy wydłużone pagórki po lewej stronie doliny Sołokiji. Murawy i zarośla kserotermiczne pokrywające okoliczne wzgórza są jednym z najcenniejszych płatów roślinności kserotermicznej na Lubelszczyźnie. Jest to dogodny obszar dla występowania rzadkiej kserotermicznej fauny, miejsce występowania chronionych gatunków ptaków – ortolana, dzierzby gąsiorek i pokrzewki jarzębatej. Spotkać tu można rzadkiego gryzonia – smużkę stepową.

## Historia
Pierwsze wzmianki na temat miejscowości pochodzą z roku 1387. W roku tym Władysław II Jagiełło przywrócił nadanie Przeworska, Żurawcy i Cieląża kasztelanowi haGUSlickiemu Benedyktowi (Węgrowi) za poddanie Halicza. W roku następnym ziemia bełska, w tym Żurawce, została inkorporowana do Korony, stając się lennem książąt mazowieckich – Siemowita IV.
W II Rzeczypospolitej wieś w powiecie rawskim województwa lwowskiego.
W latach 1944–1945 nacjonaliści ukraińscy z OUN-UPA zamordowali tutaj 10 Polaków.
Dawniej częścią Żurawiec był przysiółek Netreba, obecnie nie istnieje.

## Zabytki
Obiekty wpisane do rejestru zabytków nieruchomych województwa lubelskiego:
- Dawna murowana cerkiew greckokatolicka Podwyższenia Krzyża Świętego z 1912, przekształcona w 1947 na kościół rzymskokatolicki;
- Cmentarz greckokatolicki i rzymskokatolicki z nagrobkami bruśnieńskimi. Najstarsza, czytelna notacja nagrobna pochodzi z 1826.

## Związani z miejscowością
- Władysław Kowalski
- Emilian Wiszka